# Joe Eldridge (Musiker)
Joseph „Joe“ Eldridge (* 1908 in Pittsburgh; † 5. März 1952 in New York City) war ein US-amerikanischer Altsaxophonist und Violinist des Swing. Er war der Bruder des Trompeters Roy Eldridge.
Joe Eldridge arbeitete zu Beginn seiner Musikerkarriere in verschiedenen Territory Bands rund um seine Heimatstadt Pittsburgh, ging 1927 erstmals nach New York, um dort bei Henry Saparo zu spielen. 1933 bildete er mit seinem jüngeren Brüder Roy das Eldridge Brothers Rhythm Team. Kurz danach wurde er Mitglied der McKinney’s Cotton Pickers, 1936 spielte er in Roy Eldridges Band in Chicago und ging mit ihm von 1938 bis 1940 nach New York. Dort arbeitete er bei Zutty Singleton, erneut mit Roy und mit Hot Lips Page, lebte Ende der 1940er Jahre eine Weile in Kanada. Kurz vor seinem Tod kehrte er nach New York zurück.